# Острый миеломоноцитарный лейкоз
Острый миеломоноцитарный лейкоз, острый миеломонобластный лейкоз — это форма острого миелоидного лейкоза которая приводит к неконтролируемой пролиферации миелобластов и монобластов или промоноцитов.

## Классификация
По классификации FAB это «M4» подтип.
По классификации ВОЗ 2008 года эта форма классифицируется как «ОМЛ, не обозначенный иначе, миеломоноцитарный».
В классификации FAB выделяется подтип M4eo — с наличием эозинофилии в костном мозгу.

## Ювенильная форма
Острый миеломоноцитарный лейкоз является частой разновидностью ОМЛ у детей. Однако ОМЛ как таковой, всех типов, у детей редок (подавляющее большинство детских острых лейкозов — это острый лимфобластный лейкоз). Острый миеломоноцитарный лейкоз поэтому является редким заболеванием, представляя около 3 % всех случаев лейкозов у детей, и имеет частоту встречаемости 1,1 — 1,7 на миллион детей в год.

## Клиническая симптоматика
Симптомы могут быть неспецифическими: слабость, бледность, лихорадка, головокружения, ОРЗ-подобные симптомы. Более специфические симптомы включают в себя повышенную кровоточивость, синяки и петехии, пониженную сопротивляемость инфекциям, ДВС-синдром, неврологические нарушения, гиперплазию дёсен.

## Диагностика
Методы диагностики включают общий клинический анализ крови, пункционную аспирацию и трепанобиопсию костного мозга для патоморфологического, цитохимического, иммунологического и цитогенетического анализа, исследование ликвора.

## Цитогенетика
Характерной генетической аномалией при ОМЛ типа М4 является инверсия хромосомы 16 — inv(16).
Наблюдаются характерные транслокации. Например, в период прогрессии заболевания нередко наблюдается появление новой транслокации, вовлекающей 8-ю хромосому и 12-ю хромосому — t(8;12)(q13;p13) у пациентов с острым миеломоноцитарным лейкозом с изначально имевшейся транслокацией, вовлекающей 11-ю хромосому и 19-ю хромосому — t(11;19)(q23;p13.1).
Наблюдались случаи перехода в эту форму ОМЛ из миелодиспластического синдрома с редкой, но характерной для миелодиспластических синдромов, транслокацией, вовлекающей хромосому 1 и хромосому 11, так называемой t(1;11)(q23;p15).

## Лечение
Лечение предполагает интенсивную комбинированную химиотерапию и, в необходимых случаях, аллогенную трансплантацию гемопоэтических стволовых клеток. Тем не менее, прогноз этой формы ОМЛ остаётся плохим, с средними показателями 5-летней выживаемости около 35 — 50 %. Дети с ОМЛ М4, имеющие характерную инверсию хромосомы 16 — inv(16), обычно имеют лучший прогноз (61 % пятилетней общей выживаемости).